# Heat de Los Angeles
Ne doit pas être confondu avec Los Angeles Heat.
Les Los Angeles Heat rejoignent la Western Soccer Alliance en 1986. Ils rejoignent ensuite l'American Professional Football League en 1990, lorsque la WSL fusionne avec l'American Soccer League. Le club était basé à Los Angeles, en Californie.

## Personnages emblématiques
- Jean Ajemain - Président / Copropriétaire (1990-91)
- Roland Martin - Copropriétaire / Fondateur (1986-91)
- Lionel Conway - Copropriétaire (1990-91)
- Eugene Schiappa  - Copropriétaire / Fondateur (1986-91)
- Dave Graefe - Copropriétaire / Fondateur (1986-91)
- Mike Hogue - Directeur général (1986-89)
- Dick White  - Directeur général (1990-91)
- Jill Fracisco - Directeur général (1989-90)
- Bobby Bruch - Directeur Des Services Communautaires
- Dawn Smith - Directeur Des Relations Publiques

## Staff Technique
- Wim Suurbier (1986)
- Bobby Sibbald (1989-90) Entraîneur-Chef
- John Britton - Entraîneur Adjoint
- Justin Fashanu - Entraîneur Adjoint

## D'année en année
| Année | Division | Ligue | Reg. Saison   | Playoffs        | Open Cup             |
| ----- | -------- | ----- | ------------- | --------------- | -------------------- |
| 1986  | N/A      | WSA   | 4ème          | Pas de playoffs | Pas de participation |
| 1987  | N/A      | WSA   | 5ème          | Non qualifiés   | Pas de participation |
| 1988  | N/A      | WSA   | 4ème          | Non qualifiés   | Pas de participation |
| 1989  | N/A      | WSL   | 2ème, Sud     | Demi-finales    | Pas de participation |
| 1990  | N/A      | APSL  | 2ème, WSL Sud | WSL Final       | Pas de participation |